# Майор, Тамаш
Та́маш Ма́йор (венг. Major Tamás; 26 января 1910, Будапешт, Австро-Венгрия, ныне Венгрия — 13 апреля 1986, там же) — венгерский актёр театра, кино и телевидения, режиссёр и общественный деятель.

## Биография
В 1930 году окончил Высшую театральную школу. С 1931 года — актёр в Национальном театре в Будапеште, в 1945—1962 годах — директор, а в 1962—1979 годах — главный режиссёр этого театра. В кино дебютировал в 1941 году. С 1945 года преподавал в Высшей школе театра и кино, где в 1947 году стал профессором. Член ВСРП с 1942 года. В 1957—1966 годах — член ЦК ВСРП.
Был женат на художнице Юдит Бек.

## Избранная фильмография

### Актёр
- 1941 — / A szüz és a gödölye — István, Huber fiatalabb fia
- 1950 — Странный брак / Különös házasság — иезуит
- 1952 — Эркель / Erkel — Ференц Кёльчеи (в советском прокате «Венгерские мелодии»)
- 1959 — Шахматная новелла / Sakknovella — доктор фон Бек (ТВ)
- 1960 — Катастрофа / Merénylet — Хальмадьи
- 1962 — Последний ужин / Az utolsó vacsora
- 1964 — Почему плохи венгерские фильмы? / Miért rosszak a magyar filmek? — Póczik
- 1964 — Что делало Ваше Величество с 3 до 5? / Mit csinált Felséged 3-tól 5-ig? — рассказчик
- 1964 — Жаль бензина / Kár a benzinért — Igazgató
- 1964 — Сыновья человека с каменным сердцем / A köszívü ember fiai — Baradlay Kázmér
- 1964 — Вечный танец / Az életbe táncoltatott leány — Képmutogató
- 1965 — Младший сержант и другие / A tizedes meg a többiek — Альберт, дворецкий замка
- 1965 — / Denevér — Фрош (ТВ)
- 1965 — Белые сдаются / Világos feladja
- 1965 — Нет / Nem — Lakásügyi elõadó
- 1966 — Переменная облачность / Változó felhözet — Felügyelõ
- 1966 — Венгерский набоб / Egy magyar nábob — Griffard
- 1966 — И тогда этот тип… / És akkor a pasas… — Ксандор
- 1966 — Лиха беда начало / Minden kezdet nehéz
- 1967 — Перстень с русалкой / Sellö a pecsétgyürün I — Вёрёшкёи
- 1967 — / A múmia közbeszól — фараон
- 1967 — Ягуар / Jaguár — Általános bácsi
- 1967 — Три ночи любви / Egy szerelem három éjszakája — Lajos, fõpincér
- 1967 — Дьявольское тело / Az ördögök teste (ТВ)
- 1967 — Стены / Falak — Fõszerkesztõ (в советском прокате «Дело Ласло Амбруша»)
- 1967 — / Az OP-ART kalap — Anyakönyvvezetõ (ТВ)
- 1968 — Холодные дни / Hideg napok — Grassy ezredes (в советском прокате «Облава в январе»)
- 1968 — Лев готовится к прыжку / Az oroszlán ugrani készül — Кальман
- 1968 — / A sofför visszatér (ТВ)
- 1969 — Альфа-Ромео и Джульетта / Alfa Romeó és Júlia — Bekötött fejû beteg
- 1969 — Звезды Эгера / Egri csillagok — султан Сулейман I
- 1969 — Путешествие вокруг моего черепа / Utazás a koponyám körül — A bajuszos levantei
- 1969 — Очкарики / Szemüvegesek — Нараи
- 1970 — Подозреваются все / A gyilkos a házban van — A házmester
- 1970 — Ференц Лист / Szerelmi álmok — Liszt
- 1970 — Приговор / Ítélet — Werbõczy
- 1971 — Тротта / Trotta — господин Райзигер
- 1971 — Жила-была семья / Volt egyszer egy család — Kulkai házmester
- 1971 — Свободен, как птица / Szabad, mint a madár — George Riley (ТВ)
- 1971 — 1993 — Музыкальный телетеатр / Zenés TV színház — Pipi Grabinszky (сериал)
- 1972 — На венгерской равнине / A magyar ugaron — Пап
- 1972 — Босс / A fönök (ТВ)
- 1973 — Футбол давних времён / Régi idök focija — Kerényi úr
- 1973 — Конец пути / Végül — Nagyapa a parkban
- 1973 — Чёрный мерседес… / A fekete Mercedes utasai (ТВ)
- 1973 — Ричард 3 / 3. Richárd — George, Duke of Clarence (ТВ)
- 1974 — Легенда Пендрагона / A Pendragon legenda — James Morvin
- 1974 — Вольпоне / Volpone — Вольпоне (ТВ)
- 1974 — Золотой телёнок / Aranyborjú (ТВ)
- 1974 — / Ficzek úr (ТВ)
- 1975 — Не тронь мою бороду! / Ereszd el a szakállamat! — Марацко
- 1975 — Где вы, Дерине? / Déryné hol van? — Янчо, öreg színész
- 1975 — Бегемот Гуго / Hugó, a víziló — Абан-хан (венгерская версия), озвучивание
- 1975 — / Finish: Avagy Álmom az életem túlélte — S. Richard (ТВ)
- 1976 — Рояль в воздухе / Zongora a levegöben — Klimperberger, karmester
- 1977 — Канитель / Teketória — Zongorista
- 1978 — Избави нас от лукавого / Szabadíts meg a gonosztól — Igazgató úr
- 1979 — Этот день — подарок / Ajándék ez a nap — Ласло Ласло
- 1979 — Имре / Imre (ТВ)
- 1980 — Цирк «Максим» / Circus maximus — Бардош
- 1980 — Актёришки / Ripacsok — доктор Геза Мольнар, elmeorvos
- 1981 — Мефисто / Mephisto — Оскар Кроге, színigazgató (в советском прокате «Мефистофель»)
- 1983 — Потерянные иллюзии / Elveszett illúziók — Ретфальви
- 1983 — Стремглав / Hanyatt-homlok — Надьяпа
- 1983 — Конец чуда / A csoda vége — Петер
- 1984 — Полковник Редль / Oberst Redl — барон Кубиньи
- 1985 — Счастливчик Даниель / Szerencsés Dániel — дедушка Даниела
- 1985 — Это только кино / Csak egy mozi — Oborzil — öreg színész
- 1985 — Великое поколение / A nagy generáció — дедушка
- 1986 — Первые двести лет моей жизни / Elsö kétszáz évem — Эпштейн

## Награды
- 1948 — Премия имени Кошута
- 1950 — Премия имени Кошута
- 1950 — Народный артист ВНР